# Nikolaus Warken

Nikolaus Warken (um 1910)

Nikolaus Warken, genannt Eckstein (* 26. Dezember 1851 in Hasborn; † 24. August 1920 ebenda), war ein deutscher Bergmann, Streikführer bei Arbeitskämpfen im Saarrevier sowie von 1889 bis 1893 Vorsitzender des Rechtsschutzvereins für die bergmännische Bevölkerung des Oberbergamtsbezirks Bonn.

## Leben

### Herkunft
Warken war das älteste von acht Kindern eines Hasborner Landwirtes. Ab dem 12. März 1867 arbeitete er im Saarrevier auf dem Helenenschacht in Friedrichsthal, einem Kohlebergwerk im Besitz des preußischen Staates. Warken transportierte zunächst als Schlepper Kohle aus dem Abbaubereich, später löste er als Hauer Kohle und Gestein. Im Januar 1877 heiratete er Margaretha Finkler; aus der Ehe gingen sieben Kinder hervor, von denen zwei kurz nach der Geburt starben. Seinen Militärdienst leistete er beim 30. Infanterie-Regiment ab.
Warkens Hauptwohnsitz war bis 1891 sein Heimatort Hasborn, wo er das Haus seines Vaters geerbt hatte und einige Äcker besaß, die überwiegend von seiner Frau bewirtschaftet wurden. Er war Mitglied der katholischen St.-Barbara-Bruderschaft in Hasborn, einer auf Initiative von Pfarrern der Bergmannsdörfer entstandenen Vereinigung zur Förderung eines christlich-sittlichen Lebenswandels der Bergleute. 1891 nahm Warken an der Wallfahrt zum Heiligen Rock in Trier teil. Der zuständige Tholeyer Bürgermeister bezeichnete im Sommer 1889 Warkens „Betragen“ in Hasborn als „stets ruhig und gut“; er lebe „in geordneten Familienverhältnissen“ und sei „aus einer braven Familie“.
Als sogenannter Saargänger pendelte Warken an den Wochenenden zwischen Hasborn und dem circa 35 Kilometer entfernten Friedrichsthal; unter der Woche übernachtete er in der Dachkammer eines Bergmannshauses in Bildstock. Spätestens ab 1887 war er als Partiemann Verbindungsglied zwischen Belegschaft und Betriebsleitung. Zugleich trat er als Sprecher von Arbeitskollegen auf, insbesondere durch zahlreiche Beschwerden gegen Steiger, und wehrte sich gegen die Ausweitung der Schichtdauer auf zwölf Stunden. Warkens Spitzname „Eckstein“ wird darauf zurückgeführt, dass er auf eine Zurechtweisung durch einen Steiger wegen Kartenspielens während der Schicht mit den Worten „Nix da, Eckstein ist Trumpf!“ reagiert haben soll.

### Streikführer
Auslöser für den Streik im Saarrevier ab dem 23. Mai 1889 war der Arbeitskampf im Ruhrgebiet, wo am 10. Mai 81.000 Bergarbeiter, 77 Prozent der Belegschaft, streikten. Am 14. Mai empfing Kaiser Wilhelm II. eine Delegation der Streikenden. Die Nachrichten vom Streik an der Ruhr trafen an der Saar auf eine Situation, wo bei seit Herbst 1887 anziehender Konjunktur die Löhne stagnierten, die Lebensmittelpreise stiegen, die Arbeitszeiten ausgeweitet wurden und der Beschwerdeweg von der Bergbauverwaltung zunehmend beschnitten wurde. Eine gewerkschaftliche Organisation der Bergleute an der Saar gab es nicht, Sozialdemokraten waren im Saargebiet kaum aktiv.
Warken leitete am 15. Mai eine Versammlung von 3.000 Bergarbeitern bei Bildstock, auf dem das „Bildstocker Protokoll“ verabschiedet wurde. Gefordert wurde unter anderem der Achtstundentag, ein Mindestverdienst von vier Mark pro Tag und ein Wegfall der „Einsperrungsthüren“ an den Mundlöchern, mit denen die Arbeiter in den Bergwerken eingeschlossen wurden. Das Protokoll sollte „den vorschriftsmäßigen Gang durchlaufend bis zu Sr. Majestät des Kaisers“; bei Ablehnung der Forderungen wollten die Bergleute kollektiv kündigen. Eine zweite Versammlung am 22. Mai mit 15.000 Teilnehmern beschloss den Streik; Versammlungsleiter Warken hatte erfolglos eine verlängerte Bedenkzeit vorgeschlagen. Unter der Parole „Einer für alle, alle für einen“ streikten ab dem 23. Mai 11.500 Bergleute. Warken gehörte dem Streikkomitee und einer dreiköpfigen Delegation an, die sich auf dem Weg nach Berlin befand, als Kaiser Wilhelm II. es ablehnte, die Delegierten zu empfangen. Dies trug mit zum Streikende am 3. Juni bei. Warken wurde am 15. Juni „wegen hervorragender agitatorischer Thätigkeit“ gekündigt; eine Konzession als Hausierer wurde ihm verweigert, da diese ihm die weitere Agitation erleichtern würde. Zudem wurde Warken von Bergbeamten beschattet.
Am 28. Juli gründete sich der „Rechtsschutzverein für die bergmännische Bevölkerung des Oberbergamtsbezirks Bonn“; Warken wurde erster Vorsitzender. Laut Warken war „der Streik […] der Schöpfer der Organisation gewesen“; das Statut wurde auf Anraten des katholischen Publizisten Friedrich Dasbach wörtlich vom Dortmunder Rechtsschutzverein übernommen, der 1883 von Johannes Fusangel mitbegründet worden war. Dem Rechtsschutzverein traten bis zum 1. August 1891 20.139 Bergleute bei, ein Organisationsgrad von 68 Prozent. Im Oktober bereiste Warken das Ruhrgebiet, Sachsen und Schlesien, um Kontakte zu dortigen Organisationen der Bergleute aufzunehmen.
Im Dezember wurde Warken zusammen mit drei weiteren Funktionären des Rechtsschutzvereins zu sechs Monaten Haft verurteilt. Anlass war eine Äußerung Warkens in einem Wirtshaus in angetrunkenem Zustand, man könne beim nächsten Streik gegen die Kohlenvorräte mit Petroleum vorgehen. Der Staatsanwalt hielt Warken vor, er würde den Stand der Bergleute demoralisieren. Im Prozess machte Warken auf ein im Saarrevier weit verbreitetes Bestechungssystem aufmerksam, an dem er selbst beteiligt war. Das System verschaffte den Steigern zusätzliche Einnahmen und nahm teilweise den Konkurrenzdruck von den Bergleuten. Gegen Geld oder Naturalien sorgten Steiger dafür, dass Bergarbeiter Gedinge unter günstigeren Abbaubedingungen ersteigern konnten.
Ein zweiter Streik im Dezember 1889 hatte teilweise Erfolg, da Berghauptmann Hermann Brassert die geforderte Wiedereinstellung der Funktionäre des Rechtsschutzvereins gegen den Willen der Bergwerksdirektion im Saarrevier durchsetzte. Unter den Bergarbeitern stieg zugleich das Vertrauen in Kaiser Wilhelm II., der im Februar 1890 ankündigte, die staatlichen Bergwerke „bezüglich Fürsorge für die Arbeiter zu Musteranstalten“ entwickeln zu wollen. Warken erschien vielen Bergleuten als „getreuer Paladin“ des „fürsorglichen Herrschers“. Der Holzer Bergmann Johann Meiser (1855–1918) beschrieb in seinem zwischen 1911 und 1918 entstanden Lebenserinnerungen Warkens Popularität und ihre Folgen:
„Nun wurde unser Eckstein das Fundament unserer Erlösung und Befreiung, der Held des Tages. Er wurde in allen Tonarten gefeiert und tituliert. Sofort bemächtigten sich die Händler, Krämer und Erfinder der neuen Lage, und nun gab es Eckstein-Pfeifen, Zigaretten, Mützen, Tabak, Würstchen, Hustenstiller, appetiterregende und stuhlgangfördernde Ecksteinpillen und -pillchen.“
Bei der Reichstagswahl am 20. Februar 1890 trat Warken als „unabhängiger Arbeiterkandidat“ im Wahlkreis Saarbrücken an. Er erhielt 6.823 Stimmen, ein Anteil von 33,8 Prozent; in mehreren Bergbaugemeinden entschied sich die Mehrheit der Wähler für ihn. Das Mandat behielt der nationalliberale Gustav Pfaehler, ein hoher Beamter der Bergverwaltung, der im Wahlkampf behauptete, Warken sei „nicht nur Sozialdemokrat, sondern Anarchist“.
Delegierte des Rechtsschutzvereins beteiligten sich im September 1890 am Deutschen Bergarbeitertag in Halle (Saale), auf dem der Verband deutscher Bergleute gegründet wurde. Im April 1891 nahmen Warken und weitere Delegierte am internationalen Bergarbeiterkongress in Paris teil. Dies stieß bei vielen Arbeitern im Saarrevier vor dem Hintergrund des Deutsch-Französischen Krieges von 1870/71 auf Unverständnis. Anfang April 1891 zog Warken in ein Haus in Bildstock, das mit Spendengeldern der Vereinsmitglieder gekauft worden war.
Ein Streik im Mai 1891 scheiterte an der geringen Beteiligung. Warken hatte vor einem unvorsichtigen Streik gewarnt, andererseits die vielfach aufgegriffene Losung „Ein Streik müsse, wenn er wirksam sein solle, hereinbrechen wie ein Dieb in der Nacht“ ausgegeben. Nach dem Streik kam es zum Bruch zwischen dem Rechtsschutzverein und dem katholischen Klerus. Friedrich Dasbach bezeichnete den Verein als „Streikverein“, den er nicht länger unterstützen wolle; Warken erklärte: „Man sagt: Auf der anderen Welt erhältst du deinen Lohn, wir wollen ihn aber schon hier haben“.
Im Aufruf „An die Kameraden“ formulierte Warken im August 1891 den Gedanken der Einheitsgewerkschaft; der Rechtsschutzverein müsse Bergleuten unabhängig von Partei und Konfession offenstehen. Die Satzung des Rechtsschutzvereins wurde im November entsprechend geändert. Da die Behörden Versammlungen unter freiem Himmel häufig verboten, erbaute der Verein zwischen Mai 1891 und September 1892 in Bildstock den heute noch vorhandenen Rechtsschutzsaal.
Von der SPD grenzte sich Warken ab und betonte im Mai 1891, Ziel des Rechtsschutzvereins seien nicht Umsturzbestrebungen, sondern die Selbsthilfe. Da die Bergleute häufig vor den Sozialdemokraten gewarnt wurden und die Funktionäre des Rechtsschutzvereins als Sozialdemokraten verdächtigt wurden, wuchs unter den Arbeitern das Interesse an der im Saargebiet bislang bedeutungslosen Partei. Mit Joseph Emmel war Ende 1891 erstmals seit den 1870er Jahren wieder ein hauptamtlicher SPD-Funktionär im Saargebiet tätig; ihm gelang es, auch unter Bergleuten Anhänger zu gewinnen. Am 27. März 1892 nahm Warken an einer SPD-Versammlung in St. Ingbert teil und wurde, da er einer entsprechenden Resolution zustimmte, „sehr wahrscheinlich“ Mitglied der Partei, ohne sich später für die SPD zu betätigen.
Die Annäherung an die SPD stieß innerhalb des Rechtsschutzvereins auf Vorbehalte und führte zu Spannungen innerhalb des Vereins. Verschärft wurden die Spannungen durch den Kurs des Vereinsorgans „Schlägel und Eisen“, der von einem sozialdemokratischen Redakteur bestimmt wurde. Zudem bestanden finanzielle Probleme; so hatte Warken eine Druckerei zu überhöhten Preisen gekauft, die nach ausbleibenden Ratenzahlungen gepfändet wurde, was mit zum Scheitern des Zeitungsprojektes beitrug. Hinzu kamen Probleme bei der Kassenführung, Gerüchte über Unterschlagungen durch Vorstandsmitglieder sowie der Misserfolg des Streiks im Mai 1891. Dennoch wurde Warken am 20. November 1892 mit großer Mehrheit erneut zum Vorsitzenden des Rechtsschutzvereins gewählt.
Die schlechte konjunkturelle Lage ab Sommer 1892 führte zu Versuchen der Bergwerksdirektion, die Löhne zu senken. Eine im November vorgelegte neue Arbeitsordnung enthielt wesentliche Verschlechterungen für die Arbeiter. Ende Dezember 1892 entschloss sich der Rechtsschutzverein zum Streik, obwohl auch von Sozialdemokraten gewarnt worden war, ein Streik sei beim derzeitigen schlechten Kohlenabsatz aussichtslos. „Schon 3 Jahre petitionieren wir, haben aber nichts erlangt. Was wir 1889 erlangt, ist uns wieder genommen. Es heißt Bergmann hilf dir selber, so hilft dir Gott“, so Warken im Streikaufruf. Am 2. Januar 1893 streikten 83 Prozent der Saarbergleute, die im Vergleich zu den vorherigen Arbeitskämpfen deutlich militanter vorgingen. Ein Teil der Bergarbeiter war im Besitz von „Rechtsschutzrevolvern“, kleinkalibrigen Pistolen, die seit Frühsommer 1892 verkauft wurden und im Arbeitskampf auch zur Einschüchterung von Streikbrechern eingesetzt wurden. Am 10. Januar wurden etwa 2500 Bergleute entlassen; insbesondere Aktivisten des Rechtsschutzvereins. Der Streik brach wenige Tage später zusammen; bis März 1893 verließen über 10.000 Bergleute den Rechtsschutzverein. Warken, der für die Niederlage verantwortlich gemacht wurde, wurde am 15. März abgewählt; am 30. Juni 1893 trat er aus dem Vorstand aus. Der Rechtsschutzverein stellte wenig später seine Aktivitäten ein und beschränkte sich bis zu seiner Auflösung im August 1896 auf die Abwicklung des Vereinsvermögens.

### Lebensabend
Am 17. Juli 1893 zog Warken zurück nach Hasborn. Dort betrieb er bis zu seinem Tode die von seinem Vater übernommene kleine Landwirtschaft; zudem verkaufte er als Hausierer Fotografien und Bilderrahmen. Als Folge der Streiks waren zwei seiner Söhne ebenfalls entlassen worden, einer wurde 1897 wieder eingestellt, der andere fand Arbeit in Luxemburg. Warken stand dem betont katholischen Gewerkverein christlicher Bergarbeiter nahe; so nahm er 1911 als Redner an einem gegen die SPD gerichteten Demonstrationsfest des Gewerkvereins teil. Im Juli 1914 war er Ehrengast bei der Einweihung des Saarbrücker Verwaltungsgebäudes des Gewerkvereins. Warken starb im August 1920 in ärmlichen Verhältnissen, nach Angaben seines Pfarrers als überzeugter Katholik.

## Bewertungen
Friedrich Engels äußerte sich in einem Brief an August Bebel am 20. Juni 1892 über Warken und die Bergarbeiterbewegung im Deutschen Reich:
„Bei einer so jungen Bewegung, wie die der Bergleute, muß man sich immer zweimal überlegen, ob es nicht besser ist, solche unsicheren Burschen wie Schröder und Warken sich eine Zeitlang selbst abwirtschaften zu lassen, wenigstens solange, bis man positive handgreifliche Tatsachen gegen sie in der Hand hat. Und dann ist's ja eine alte Geschichte, daß da, wo die Bewegung neu entsteht, die ersten sich vordrängenden Führer oft genug Streber und Lumpen sind“.
Bebel, der im September 1892 eine Rede im Bildstocker Rechtsschutzsaal gehalten hatte, nannte in einem Brief an Engels Warken und seinen Stellvertreter Mathias Bachmann „undelikate Burschen, die ihre Stellung mißbrauchen; leider ist kein passender Ersatz bis jetzt gefunden, sonst wären die beiden schon geflogen.“ Der Gewerkschafter und SPD-Politiker Otto Hue bezeichnete Warken als einen „Konfusionsrat und Schwätzer“. Er und andere führende Mitglieder des Rechtsschutzvereins hätten „ein wunderbares Gemisch von radikalen, religiösen und – demütigen Phrasen“ geredet; in „einem Atem ließen sie Kaiser und Papst hochleben und vergingen sich dabei gegen Strafgesetze“. Für den christlichen Gewerkschafter und Zentrumspolitiker Heinrich Imbusch war Warken „gewohnt, sich zu ducken und durch die Behandlung radikal bis auf die Knochen“ geworden. Wegen „des Mangels jeder volkswirtschaftlichen Schulung“ habe Warken „die notwendige Einsicht in die wirtschaftlichen Verhältnisse“ gefehlt.
Der Historiker Klaus-Michael Mallmann verwies 1981 auf die „kollektive Bewunderung“ Warkens, die „durchaus Züge der Heiligenverehrung“ gehabt habe und ihn zur „Kultfigur der Revolte“ werden ließ. Warken sei „ein Sozialrebell archaischen Typs, ein Michael Kohlhaas, ein Feuerkopf mit außergewöhnlich starkem Gerechtigkeitsempfinden“ gewesen. Seine spontane Radikalität habe „ihre Legitimation ebenso aus den Normen der katholischen Sozialethik […] wie aus einer Verklärung des untergegangenen Bergmannstandes“ bezogen. Auch wenn Warken gescheitert sei, seien er und die von ihm geprägte Streikzeit in Erzählungen und Berichten lebendig geblieben und hätten Anfang des 20. Jahrhunderts den Hintergrund für den endgültigen gewerkschaftlichen Aufbruch im Saargebiet gebildet, so Mallmann.
Warken selbst erklärte im Juli 1914 anlässlich des 25-jährigen Jubiläums des Maistreiks von 1889:
„Trotz mancher Enttäuschung, die ich erlebt habe, und der einseitigen Kritik, die man an den Führern der 1889er Bewegung auch sogar noch in den letzten Wochen in einigen Zeitungen zu üben beliebte, erkläre ich, daß es mich heute in meinen alten Tagen mit besonders großer Freude erfüllt, meine ganze Kraft in den Dienst der damaligen Bewegung gestellt zu haben. […] Und haben wir auch für uns nicht das erreicht, was wir hofften, so haben wir doch ehrlich und mit aller Kraft für unsere Nachkommen gekämpft, also unsere Pflicht getan.“

## Nachwirkung

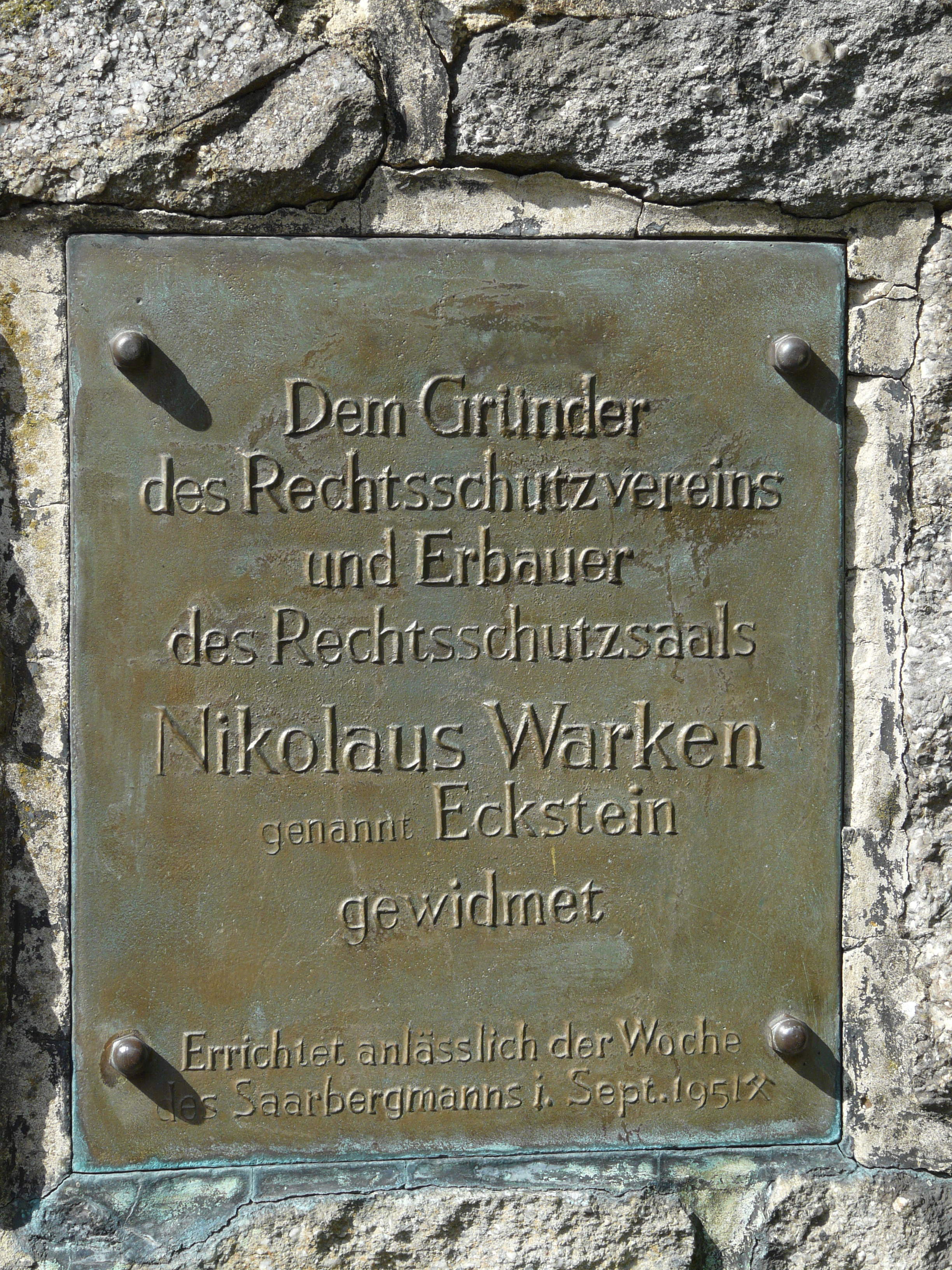
Gedenktafel für Warken am Rechtsschutzsaal in Bildstock.

Warken wird in mehreren, Anfang des 20. Jahrhunderts erschienen Gewerkschaftsschriften erwähnt, die meist der Legitimation der eigenen Organisation dienten. Die saarländische Schriftstellerin Liesbet Dill schilderte in ihrem 1913 erschienenen Roman Virago auch den Streik von 1889; Warken erscheint unter dem Namen „Bickel“; Eckstein wird zu „Schellwurzel“.
Die Hasborner Ortsgruppe der IG Bergbau und Energie veröffentlichte 1970 zum 50. Todestag Warkens eine Festschrift, die unter anderem eine von seinem Enkel Bernhard Besch verfasste biographische Skizze enthielt. Der saarländische Autor Gerhard Bungert schrieb zusammen mit Klaus-Michael Mallmann ein Volksstück über Warken, das unter dem Titel „Eckstein ist Trumpf“ am 23. April 1977 am Saarländischen Landestheater uraufgeführt wurde. Das Theaterstück erschien später auch in einer Hörspielfassung.
Im August 1989 wurde in Hasborn ein Eckstein-Denkmal eingeweiht; in der Gemeinde gibt es zudem eine Ecksteinstraße. Der Warken-Eckstein-Weg verläuft von Hasborn nach Bildstock; der 35 Kilometer lange Wanderweg führt vom Eckstein-Denkmal entlang alter Bergmannspfade, die Warken möglicherweise benutzt hat, zum Rechtsschutzsaal, an dem sich seit 1951 eine Gedenktafel für Warken befindet.